# 顶顶糕
顶顶糕是湖北西部宜昌、荆州一带小吃。
顶顶糕的制作方法是由大米粉、糯米粉制成，加入红糖以改善口味。将做好的胚子放入木盒蒸熟即可，顶顶糕造型有多种，一般蒸制用木盒下可顶起来，用竹签串起食用，故名“顶顶糕”。
宜昌街头多在秋冬春三季售卖顶顶糕，旧俗传为：“顶顶糕”即为“顶顶高”，又因是甜食，故很受儿童喜爱，取个长个子的好口彩。